# 托卡洛馬 (加利福尼亞州)
托卡洛馬（英語：Tocaloma）是位於美國加利福尼亞州馬林縣的一個非建制地區。該地的面積和人口皆未知。

## 地理
托卡洛馬的座標為38°03′01″N 122°45′34″W / 38.05028°N 122.75944°W，而該地的平均海拔高度為23米（即75英尺）。